# Fennimore y Gerda
Fennimore y Gerda (título original en alemán, Fennimore und Gerda; en inglés, Fennimore and Gerda) es una ópera en alemán en 11 "imágenes", con cuatro interludios, con música de Frederick Delius. Normalmente se representa y se graba en inglés, como "Fennimore and Gerda," en una traducción de Philip Heseltine. El libreto en alemán, del propio compositor, se basa en la novela Niels Lyhne del escritor danés Jens Peter Jacobsen. Delius empezó a escribir Fennimore und Gerda en 1908; terminó en 1910, pero el estreno, que se pretendía que fuera en Colonia, se vio retrasada por la Primera Guerra Mundial y no tuvo lugar hasta el 21 de octubre de 1919, y entonces en la Opernhaus de Fráncfort del Meno. Fue la última ópera del compositor.
En las estadísticas de Operabase aparece con sólo una representación en el período 2005-2010, siendo la primera de Frederick Delius.

## Personajes
| Personaje   | Tesitura     | Reparto del estreno, 21 de octubre de 1919 (Director: Gustav Brecher) |
| ----------- | ------------ | --------------------------------------------------------------------- |
| Niels Lyhne | barítono     | Robert von Scheidt                                                    |
| Erik        | tenor        | Erik Wirl                                                             |
| Fennimore   | mezzosoprano | Emma Holt                                                             |
| Gerda       | soprano      | Elisabeth Kandt                                                       |
| Cónsul      | bajo         | Walter Schneider                                                      |